# Kloster der Heiligen Dreifaltigkeit Hustynja

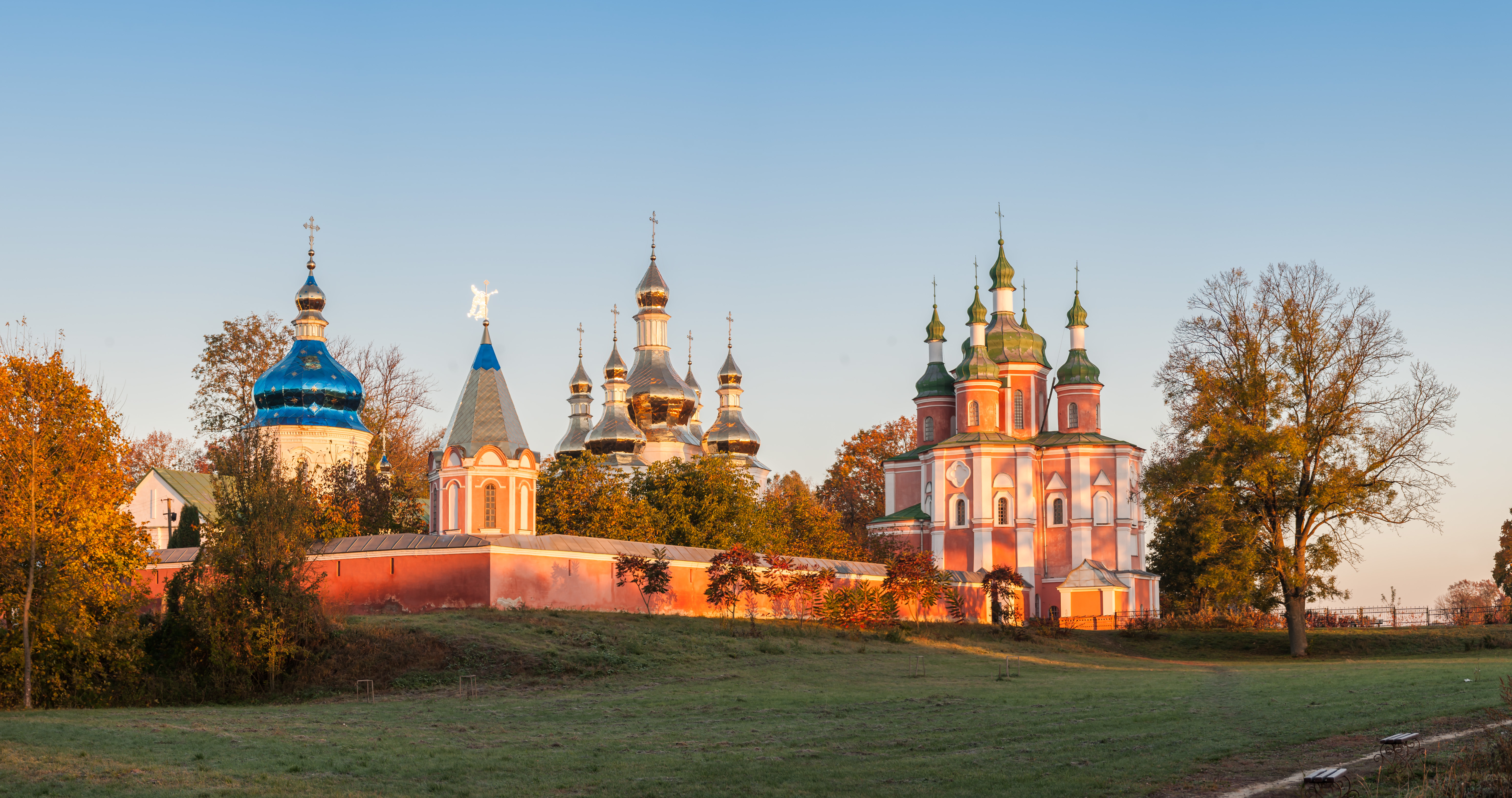
Kloster Hustynja (2016)

Das Kloster der Heiligen Dreifaltigkeit Hustynja (ukrainisch Густинський Свято-Троїцький монастир) ist ein barockes Bauensemble religiöser Gebäude bei Hustynja und ein ukrainisches Kulturdenkmal.

## Geschichte
Ein orthodoxes Kloster wurde im Jahr 1600 vom Priestermönch Joassaf aus dem Kiewer Höhlenkloster gegründet und mit Unterstützung von Rajna Wischnewezka erbaut. Auf dem Gelände wurden Holzkirchen gebaut: 1614 eine der Heiligen Dreifaltigkeit und 1624 eine der Mariä  Himmelfahrt. Es entstanden Einsiedeleien, die später zu eigenständigen Klöstern wurden. In den Jahren 1625 und 1636 wurde das Kloster von Bränden heimgesucht. 1639 ernannte der Kiewer Metropolit Petro Mohyla hier einen neuen Hegumen und weihte den Beginn des Baus einer neuen Holzkirche der Heiligen Dreifaltigkeit. Sie wurde 1644 fertiggestellt.
Nach einem weiteren Brand 1671 wurden alle Gebäude aus Backstein errichtet. In den Jahren 1672 bis 1676 wurde eine Dreifaltigkeitskathedrale auf Kosten von Hetman Iwan Samojlowytsch erbaut. Am 23. Mai 1675 weihte der Erzbischof von Tschernihiw Lasar Baranowytsch hier Dimitri von Rostow zum Priestermönch. 1695 wurde auf Iwan Masepas Kosten eine Kirche der Mariä Himmelfahrt erbaut. Im Kloster wurden, insbesondere in der ersten Hälfte des 17. Jahrhunderts, Chroniken aufbewahrt.

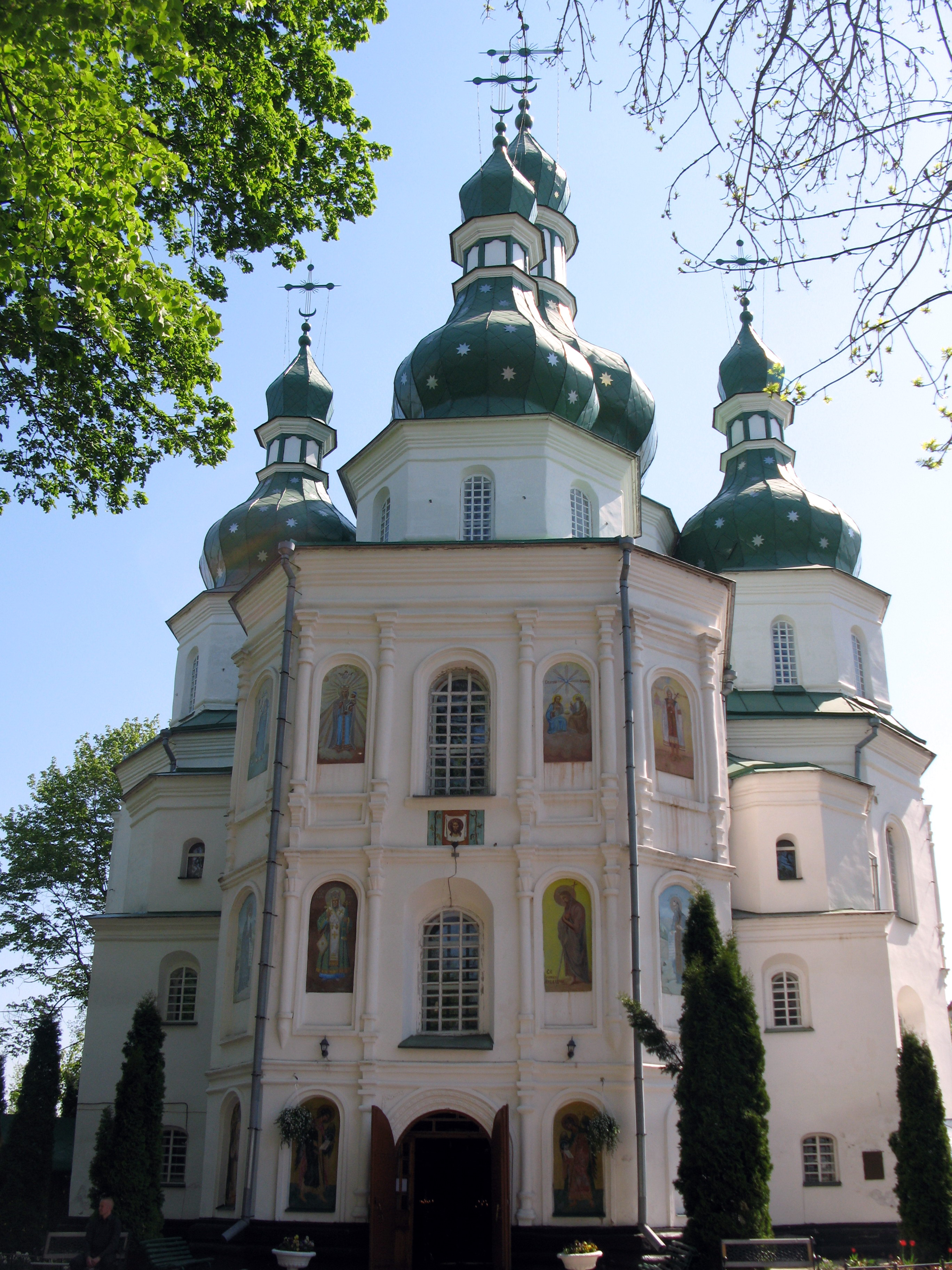
Dreifaltigkeitskathedrale (2009)

Nach der Enteignung der Klostergüter wurde das Kloster 1793 geschlossen. Es wurde 1844 restauriert. Fürst Nikolai Repnin-Wolkonski wurde hier begraben. Am 28. Juni 1845 besuchte Taras Schewtschenko das Kloster und malte drei Aquarelle. 1924 wurde das Kloster aufgelöst und darin von Anfang der 1940er Jahre bis 1991 eine neuropsychologische Ambulanz eingerichtet. Von 1943 bis 1959 befand sich auf einem Teil des Klostergeländes ein Nonnenkloster. Seine Tätigkeit wurde 1993 wieder aufgenommen. Die Kirchen und Kathedrale wurden bis 2002 restauriert.

## Standort und Gebäude
Das Kloster Hustynja liegt neben dem gleichnamigen Dorf in der Aue des Flusses Udaj, 10 km nördlich von Pryluky. Das Ensemble umfasst Backsteinbauten des 17. und 18. Jahrhunderts im ukrainischen Barockstil: Die Dreifaltigkeitskathedrale, zwei Torkirchen, ein Abtsgebäude mit Kirche und ein Refektorium mit Kirche. Das im Grundriss viereckige Klostergelände ist von einem Verteidigungswall, einer Mauer und einem Wassergraben umgeben.
Der zentrale Bau des Ensembles ist die Dreifaltigkeitskathedrale. Sie hat einen zentralen und vier facettierte Seitentürme. Der Innenraum hat zweistöckige Chöre im Kirchenschiff, die sich mit großen, von Balustraden umgebenen Bögen in den zentralen Raum öffnen.